# Sissi Perlinger

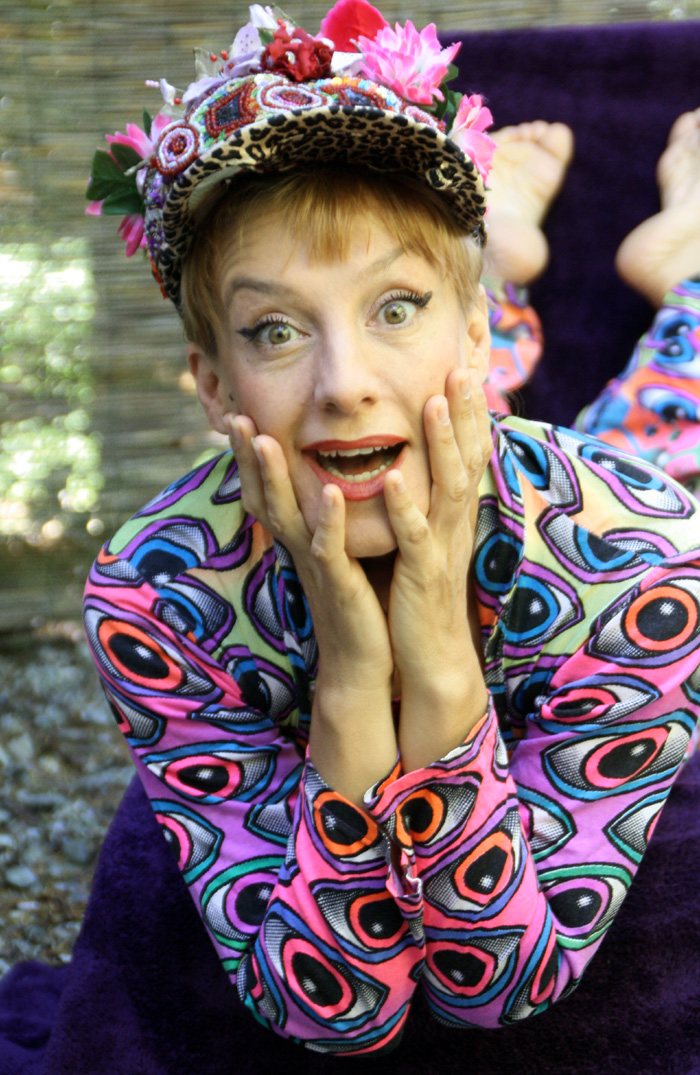
Sissi Perlinger (2010)

Sissi Perlinger (* 3. Dezember 1963 als Elisabeth Judith Michaela Perlinger in Furth im Wald,Bayern) ist eine deutsche Unterhaltungskünstlerin, Schauspielerin, Hörspielsprecherin und Autorin.

## Leben und Wirken
Nach dem Abitur wanderte Elisabeth „Sissi“ Perlinger 1982 nach Frankreich aus und begann, sich das Geld für eine professionelle Gesangs- und Tanzausbildung durch Singen und Tanzen auf den Straßen der französischen Hauptstadt Paris zu verdienen. Einige Zeit später kehrte sie nach Deutschland zurück, um in 5 voices in close harmonie gemeinsam mit der Gruppe The high Cat zu singen. Danach absolvierte sie eine Schauspielausbildung in München, Wien, New York und Los Angeles sowie eine Gesangsausbildung (Klassik, Jazz und Pop) und eine Tanzausbildung in klassischem Ballett und Jazz.
1986 begann Perlinger mit dem Schreiben eigener Bühnenprogramme, mit denen sie im gesamten deutschsprachigen Raum auf Tournee ging (solo, mit Partnern oder einer Band). Parallel dazu startete sie mit der Arbeit als Schauspielerin. Sie wirkte seit 1990 in etlichen Filmen, Serien und Shows mit, unter anderem spielte sie die Hauptrolle in Adolf Winkelmanns mehrfach ausgezeichnetem TV-Zweiteiler Der letzte Kurier, war in Krimis wie Der Bulle von Tölz, aber auch in Comedyshows und (Kino-)Filmkomödien wie Harte Jungs (2000, mit Tobias Schenke und Axel Stein) zu sehen.
Sissi Perlinger war im Jahre 2003 und 2004 mit dem Musical-Ensemble Tabaluga und das verschenkte Glück auf Tournee. Sie spielte dort an der Seite von Rufus Beck, Heinz Hoenig und Musiker Peter Maffay die Silberfüchsin. Zudem schrieb sie mit Lukas Hilbert und Peter Maffay dessen Song Der Kreis, der auf Maffays Doppelalbum Laut & leise zu finden ist.
Auch im Jahre 2012 nahm sie am Musical-Ensemble Tabaluga und die Zeichen der Zeit teil. Sie spielte in einigen Städten die Kameliendame.
Seit 2005 war Sissi Perlinger mit ihrer Show Singledämmerung im deutschsprachigen Raum auf Tournee. Die Dernière dieses Programms fand am 21. April 2010 im Wirtshaus im Schlachthof in München statt.
Es folgte am 10. Oktober 2010 unter der Regie von Patrizia Moresco die Premiere von Gönn dir ne Auszeit im Circus Krone in München und unter der Regie von Dieter Woll 2015 Ich bleib dann mal jung im Lustspielhaus München sowie die Premiere von Die Perlingerin – Worum es wirklich geht unter der Regie von Dieter Woll am 22. Mai 2019 im Schlachthof München.
Sissi Perlinger lebt heute mit ihrem Partner auf Ibiza und in Goa (Indien).

## Kabarettprogramme
- 1987: Der Sissi-Perlinger-Skandal (Soloprogramm)
- 1990: Electric Cabaret (Soloprogramm/ mit Band)
- 1991: Das schrille Solo (Soloprogramm)
- 1992: Mein Herz sieht rot (Soloprogramm/ mit Band)
- 1996: Von Happy End zu Happy End (Duoprogramm mit Herrn Scheibe)
- 2001: Das Traumprogramm (Duoprogramm mit Herrn Scheibe)
- 2005: Singledämmerung (Soloprogramm)
- 2010: Gönn Dir ’ne Auszeit (Soloprogramm)
- 2015: Ich bleib dann mal jung (Soloprogramm)[4]
- 2019: Die Perlingerin – Worum es wirklich geht (Soloprogramm)[5]

## Filmografie (Auswahl)
- 1990: Mit den Clowns kamen die Tränen
- 1990: Ein Fall für Zwei: Madonna
- 1992: Druschba
- 1992: Lilli Lottofee
- 1992: Unter Kollegen
- 1994: Stella Stellaris
- 1996: Der letzte Kurier
- 1997: Der Bulle von Tölz: Tod auf Tournee
- 1997: Das Erste Semester
- 1997: Frühstück zu viert
- 1998: Winke und lächle
- 1999: Bis zum Horizont und weiter
- 1999: Waschen, Schneiden, Legen
- 2000: Harte Jungs
- 2000: Wünsch dir was
- 2001: Gott ist ein toter Fisch
- 2001: Die Männer ihrer Majestät
- 2002: It’s a small world and things like this
- 2003: Seventeen – Mädchen sind die besseren Jungs
- 2003: Baltic Storm
- 2003: 3 für Robin Hood
- 2003: Crazy Race
- 2004: Abgefahren – Mit Vollgas in die Liebe
- 2004: Die Nacht der lebenden Loser
- 2005: Hypercondriaque
- 2006: Molly und Mops
- 2021: Kanzlei Berger

## Bücher
- 1998: Die letzte Druidin oder die drei Arten der Liebe.
- 1998: Die geheimen Tips der Sissi Perlinger.
- 2003: Das unerwartete Geschenk vom Weihnachtsmann und von Frau Glück und Herrn Liebe. Mit Eva Heller.
- 2010: Auszeit. Der Perlinger-Weg ins Glück. Südwest Verlag.
- 2017: Ich bleib dann mal jung. Der Perlinger-Weg in die besten Jahre. Ullstein Buchverlage.

## Hörspiele und Hörbücher
- 2001: Konrad oder das Kind aus der Konservenbüchse (autorisierte Lesung)
- 2003: Mitarbeit in: Überall ist Wunderland (Gedichte)
- 2005: Konrad oder das Kind aus der Konservenbüchse (gekürzte Lesung)
- 2006: Singledämmerung
- 2006: Prinzessin Lillifee (DE: Gold)[6]
- 2006: Prinzessin Lillifee und die kleine Seejungfrau (DE: Gold)
- 2007: Prinzessin Lillifee und das Einhorn (DE: Gold)
- 2008: Prinzessin Lillifee, die kleine Ballerina (DE: Gold (Kids-Award))
- 2008: Prinzessin Lillifee hat ein Geheimnis (DE: Gold)
- 2010: Prinzessin Lillifee und der kleine Delfin (DE: Gold (Kids-Award))
- 2011: Prinzessin Lillifee und das kleine Reh
- 2012: Prinzessin Lillifee und der Bergkristall
- 2012: Gönn’ dir ne Auszeit
- 2012: Mitarbeit in: Ein Schmatz vom Ringelnatz (Gedichte)
- 2013: Prinzessin Lillifee und der Feenball
- 2015: Prinzessin Lillifee rettet das Einhornparadies
- 2016: Prinzessin Lillifee und das Geheimnis des kleinen Elefanten
- 2018: Prinzessin Lillifee sucht den verlorenen Stern
- 2018: Prinzessin Lillifee und die Tierklinik

## Auszeichnungen

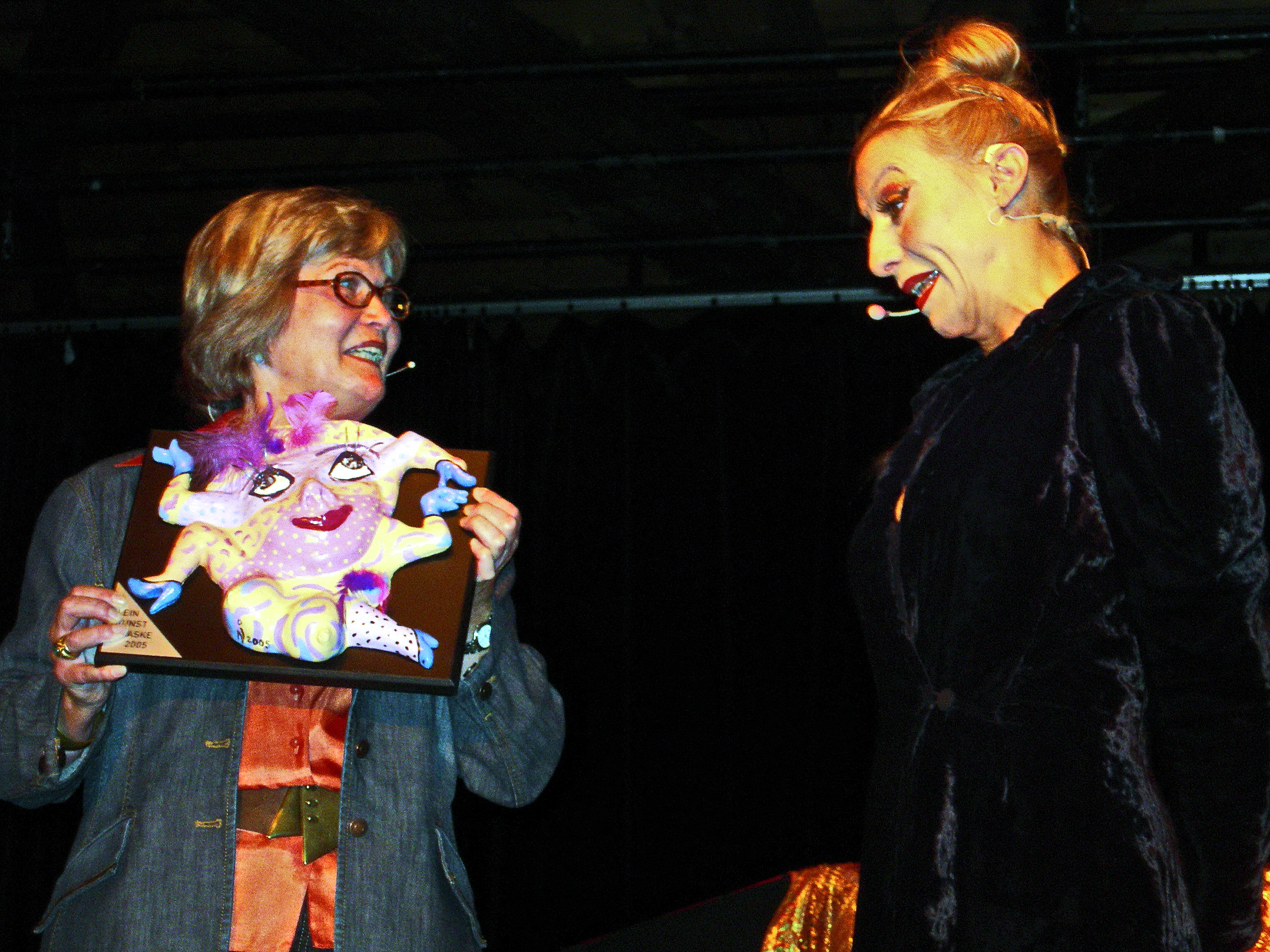
Sissy Perlinger erhält 2005 die Garchinger Kleinkunstmaske

- 1992: Deutscher Kleinkunstpreis für Mein Herz sieht rot
- 1992: Sonderpreis in Montreux für Druschba
- 1993: Förderpreis der Stadt Mainz zum Deutschen Kleinkunstpreis 1993
- 1997: Merkur Preis für „beliebteste Bühnenpersönlichkeit Münchens“
- 1997: Sonderpreis bei den Baden-Badener Tagen des Fernsehspiels für die herausragende schauspielerische Leistung in Der letzte Kurier
- 1997: Adolf-Grimme-Preis mit Gold für die Hauptdarstellung in Der letzte Kurier[7]
- 2005: Garchinger Kleinkunstmaske
- 2008: Bayerischer Kabarettpreis (Musikpreis)
- 2022: Bayerischer Kabarettpreis (Ehrenpreis)